# Linthes
Linthes je francouzská obec v departementu Marne v regionu Grand Est. Žije zde 111 obyvatel.

## Geografie

### Sousední obce
| Růžice kompasu |            | Allemant | Broussy-le-Grand | Růžice kompasu |
| Růžice kompasu | Saint-Loup | Sever    | Connantre        | Růžice kompasu |
| Růžice kompasu | Saint-Loup | Linthes  | Connantre        | Růžice kompasu |
| Růžice kompasu | Saint-Loup | Jih      | Connantre        | Růžice kompasu |
| Růžice kompasu | Linthelles |          | Pleurs           | Růžice kompasu |